# Reinberg (Wolde)
Reinberg – dzielnica niemieckiej gminy Wolde, położona w jej wschodniej części, w kraju związkowym Meklemburgia-Pomorze Przednie, w powiecie Mecklenburgische Seenplatte. W 2018 roku liczyła 1123 mieszkańców.